# تپه چیا کاظم‌آباد
تپه چیا کاظم‌آباد مربوط به دوره اشکانیان - سده‌های اولیه دوران‌های تاریخی پس از اسلام است و در شهرستان سلسله، بخش مرکزی، دهستان یوسفوند، ۷۰ متری جنوب شرق روستای کاظم‌آباد واقع شده و این اثر در تاریخ ۲۸ اسفند ۱۳۸۵ با شمارهٔ ثبت ۱۸۷۸۳ به‌عنوان یکی از آثار ملی ایران به ثبت رسیده است.